# Bolearino, Plovdiv
Bolearino (în bulgară Болярино) este un sat în comuna Rakovski, regiunea Plovdiv,  Bulgaria. 

## Demografie
Componența etnică a satului Bolearino
     Bulgari (66,83%)
     Romi (26,68%)
     Turci (1,49%)
     Nicio identificare (4,98%)
La recensământul din 2011, populația satului Bolearino era de 401 locuitori. Din punct de vedere etnic, majoritatea locuitorilor (66,83%) erau bulgari, existând și minorități de romi (26,68%) și turci (1,49%). Pentru 4,98% din locuitori nu este cunoscută apartenența etnică.